# Спостерігачі (фільм)
«Спостерігачі» (англ. Watchers) — канадсько-американський фантастичний фільм жахів, знятий за романом Діна Кунца

## Сюжет
Під час пожежі з секретної лабораторії Пентагону втекла мисляча собака по кличці Ейнштейн, яка вміє писати і читати. Зустрівши Тревіса Кемпбелла, Ейнштейн прив'язався до нього. Але незабаром там, де побували підліток і пес, стали знаходити понівечені трупи з видавленими очима. Це в погоню за Ейнштейном кинувся моторошний монстр з генами людини і дикої тварини, породження експериментів військових у галузі генної інженерії. Рухомий інстинктом він вбиває всіх, кого зустрів на своєму шляху Ейнштейн. Агент ФБР Лем Джонсон отримує завдання повернути Ейнштейна. Але Джонсон виявляється ще більш страшним монстром, чудовиськом у людській подобі. Смертельна небезпека загрожує Ейнштейну, Тревісу і всім його близьким.

## У ролях
- Майкл Айронсайд — Лем
- Крістофер Кері — диктор телебачення
- Грем Кемпбелл — людина на човні
- Ден О'Дауд — перший тележурналіст
- Лала Слоутмен — Трейсі
- Корі Хаїм — Тревіс
- Дейл Вілсон — Білл Кішан
- Блу Манкума — Кліфф
- Коллін Вінтон — заступник Портер
- Дункан Фрайзер — шериф Гейнс
- Барбара Вільямс — Нора
- Лу Болло — людина у потоці
- Джейсон Прістлі — хлопець на велосипеді
- Метт Хілл — хлопець на велосипеді
- Ендрю Маркі — хлопець на велосипеді
- Норман Браунінг — Хокні
- Гіслена Кроуфорд — дівчина в школі
- Джастін Кроуфорд — дівчина в школі
- Тонг Ланг — учитель
- Кіт Вордлоу — технічне обслуговування
- Дон С. Девіс — ветеринар
- Фреда Перрі — другий тележурналіст
- Вільям Семплз — клерк мотелю
- Сюзанн Рістіч — дружина клерка
- Френк Ч. Тернер — продавець
- Філліп Вонг — Oxcom
- Сенді (пес) — Furface